# Авдєєв Олександр Іванович
Олекса́ндр Іва́нович Авдє́єв (нар. 12 серпня 1983, Ганнусівка, Івано-Франківська обл. — пом. 13 квітня 2022) — солдат Збройних Сил України, учасник російсько-української війни, що загинув у ході російського вторгнення в Україну у 2022 році.

## Життєпис
Олександр Авдєєв народився 12 серпня 1983 року в селі Ганнусівка (Тисменицький район; з 2020 року — Єзупільської селищної територіальної громади Івано-Франківського району. У 2006 році закінчив Прикарпатський національний університет імені Василя Стефаника за спеціальністю політологія (2006). 
Брав участь у Революції гідності. Безпосередньо з майдану у 2014 році пішов добровольцем брати участь у війні на сході України. У складі батальйонів «Правий сектор», «Донбас» воював біля Попасної, Мар'їнки, в Пісках. З початком повномасштабного російського вторгнення в Україну перебував на передовій. 
Загинув 13 квітня 2022 року в боях під Харковом у складі 226-го батальйону харківської тероборони. Він вивів з-під пекельного артобстрілу свій підрозділ, а сам зазнав осколкового поранення, яке стало смертельним. 
Чин прощання із загиблим відбувся 18 квітня 2022 року в рідному селі Єзупільської селищної територіальної громади на Івано-Франківщині. Попрощалися із загиблим у церкві Різдва Пресвятої Богородиці, де священники усіх сусідніх парафій відправили чин похорону. Поховали Олександра Авдєєва біля могили односельця Володимира Вовчука, що загинув на початку березня 2022 року.

## Родина
У загиблого залишилися батьки. Він був неодружений.

## Нагороди
- Орден «За мужність» III ступеня (2022, посмертно) — за особисту мужність і самовіддані дії, виявлені у захисті державного суверенітету та територіальної цілісності України, вірність військовій присязі[6].